# Де-Сото (округ, Флорида)
Шаблон:StateAbbr_ 27°11′ пн. ш. 81°49′ зх. д. / 27.19° пн. ш. 81.81° зх. д.
Округ Де-Сото (англ. DeSoto County) — округ (графство) у штаті Флорида, США. Ідентифікатор округу 12027.

## Історія
Округ утворений 1887 року.

## Демографія
За даними перепису 2000 року загальне населення округу становило 32209 осіб, зокрема міського населення було 14781, а сільського — 17428. Серед мешканців округу чоловіків було 18103, а жінок — 14106. В окрузі було 10746 домогосподарств, 7676 родин, які мешкали в 13608 будинках. Середній розмір родини становив 3.
Віковий розподіл населення поданий у таблиці:
| Стать    | До 15 років | 15-21 | 22-29 | 30-39 | 40-49 | 50-65 | 65-85 | Понад 85 |
| -------- | ----------- | ----- | ----- | ----- | ----- | ----- | ----- | -------- |
| Чоловіки | 3074        | 2203  | 2791  | 2593  | 2125  | 2370  | 2724  | 223      |
| Жінки    | 2858        | 1300  | 1165  | 1564  | 1568  | 2485  | 2856  | 310      |

## Суміжні округи
- Гарді — північ
- Гайлендс — схід
- Глейдс — південний схід
- Шарлотт — південь
- Сарасота — захід
- Манаті — північний захід